# Zlatko Lagumdžija
Zlatko Lagumdžija (ur. 26 grudnia 1955 w Sarajewie) – bośniacki polityk, premier Bośni i Hercegowiny w latach 2001–2002, minister spraw zagranicznych od 2001 do 2003. Przewodniczący Partii Socjaldemokratycznej Bośni i Hercegowiny (SDP) od 1997.

## Edukacja i praca naukowa
Zlatko Lagumdžija urodził się w 1955 w Sarajewie w ówczesnej SFR Jugosławii. W 1977 zdobył tytuł licencjata w dziedzinie informatyki i elektrotechniki na Uniwersytecie w Sarajewie, w 1981 tytuł magistra, a w 1988 tytuł doktora. W 1989 wyjechał na stypendium Fundacji Fulbrighta na University of Arizona w Stanach Zjednoczonych.
W 1989 został profesorem systemów informacyjnych MIS oraz profesorem informatyki i elektrotechniki na Uniwersytecie w Sarajewie. W 1995 objął funkcję dyrektorem Centrum Zarządzania i Technologii Informacyjnych w Sarajewie. Zlatko Lagumdžija jest autorem ponad stu publikacji naukowych i 6 książek na temat systemów MIS oraz autorem licznych artykułów na tematy dotyczące polityki krajowej. Jest żonaty, ma dwoje dzieci.

## Kariera polityczna
W 1992 został mianowany wicepremierem Bośni i Hercegowiny. W 1993 pełnił obowiązki premiera. W 1996 wszedł w skład Izby Reprezentantów, niższej izby parlamentu Bośni i Hercegowiny. W 1997 objął stanowisko przewodniczącego Partii Socjaldemokratycznej Bośni i Hercegowiny (Socijaldemokratska Partija Bosne i Hercegovine, SDP). Od 18 lipca 2001 do 15 marca 2002 zajmował stanowisko premiera Bośni i Hercegowiny. Od 2001 do 2003 był także ministrem spraw zagranicznych.
Wchodził w skład różnych międzynarodowych misji oraz komisji, m.in. Międzynarodowej Misji ds. wyborów w Pakistanie w 1998, Międzynarodowej Komisji ds. Bałkanów w 2004, Międzynarodowego Komitetu Doradczego przy Kongresie Demokratów Świata Islamskiego w 2004.
W czasie wyborów parlamentarnych w październiku 2010 Partia Socjaldemokratyczna zdobyła najwięcej mandatów w Izbie Reprezentantów BiH.